# Ndudi Ebi
Ndudi Hamani Ebi (Londra, 18 giugno 1984) è un ex cestista nigeriano con cittadinanza britannica.

## Carriera
Nato in Inghilterra e cresciuto nella città nigeriana di Enugu, si trasferì con la famiglia a Houston, negli Stati Uniti, dove frequentò la Westbury Christian School. Durante l'ultimo anno scolastico fece registrare una media di 22,7 punti, 11,6 rimbalzi e 3,4 stoppate a partita.
Concluso il liceo, Ebi si impegnò inizialmente con la University of Arizona, ma successivamente optò per rendersi eleggibile al draft NBA 2003, nel quale fu selezionato al primo giro dai Minnesota Timberwolves con la 26ª scelta assoluta. Nella sua stagione da rookie disputò 17 partite con un impiego medio di 1,9 minuti, segnando 0,8 punti per gara. L'anno successivo, l'allenatore Flip Saunders lo schierò solamente nelle ultime due partite di stagione regolare: nella prima mise a referto 9 punti (3/7 dal campo) contro i New Orleans Hornets, nella seconda segnò 18 punti (career high, con 8/14 dal campo) nella vittoria contro i San Antonio Spurs. Si trattò delle sue ultime presenze in NBA: nella stagione 2005-2006 i Timberwolves chiesero alla lega un'eccezione per mandarlo a giocare nella D-League, ma la richiesta fu respinta perché Ebi era al terzo anno di carriera. Il 31 ottobre 2005 fu quindi tagliato dai Timberwolves per far spazio a Ronald Dupree.
Firmò quindi con i Fort Worth Flyers e giocò nella D-League nei mesi tra febbraio e aprile sia nel 2006 sia nel 2007. Nell'estate 2006 firmò un contratto con i Dallas Mavericks, ma fu rilasciato il 26 ottobre, poco prima dell'inizio della stagione.
Nel settembre 2007 si trasferì in Israele al Bnei HaSharon, dove chiuse la stagione come miglior rimbalzista del campionato con 8,5 rimbalzi di media, aggiungendo anche 14,4 punti, 1,5 palle recuperate e 1,1 stoppate a partita. Il club fu eliminato in semifinale play-off dal Maccabi Tel Aviv.

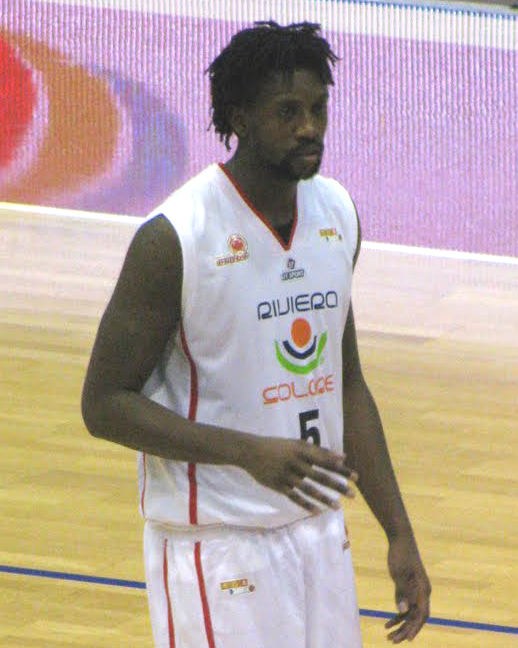
Ebi in canotta riminese

Nell'agosto 2008 approdò in Italia, firmando per il Basket Club Ferrara, neopromosso in Serie A. Fece registrare 12,5 punti, 6,1 rimbalzi e 1,5 stoppate di media. Il 21 dicembre 2008, nella sconfitta casalinga contro Cantù, mise a segno 28 punti con 12/14 da due, 7 schiacciate e 5 stoppate.
Nel 2009 si trasferì ai Crabs Rimini in Legadue. In un'annata segnata da difficoltà societarie, ma non mancarono osservazioni critiche sulla sua propensione a privilegiare le statistiche personali rispetto alle esigenze della squadra.
Nell'estate 2010 firmò con l'Andrea Costa Imola, rimanendo dunque in Legadue. Nonostante gli ottimi numeri (19,3 punti e 9,2 rimbalzi), fu accusato dalla dirigenza di comportamenti inadeguati, tra cui episodi di indisciplina e un calo di impegno, fino alla risoluzione contrattuale formalizzata il 24 febbraio 2011. Terminò la stagione al Limoges in Francia, giocò poi nella NBL cinese e nel settembre 2011 si accasò all'Anibal Zahle in Libano. Successivamente fece ritorno nella NBL con lo Jiangsu Tongxi.
Nel campionato 2012-2013 tornò a giocare in Serie A con la Scandone Avellino, disputando le prime 11 giornate, con medie di 10,5 punti e 6,9 rimbalzi. Tuttavia, dopo essere stato panchinato per l'intero secondo tempo nella sconfitta interna contro la Virtus Roma, il giocatore chiese la rescissione contrattuale tramite il proprio procuratore. Da quel momento non fu più utilizzato fino alla risoluzione consensuale del contratto avvenuta quasi due mesi dopo, nel febbraio 2013. Seguirono esperienze in Libano, Porto Rico e il ritorno in Israele al Bnei Herzliya, dove fu sostituito da Franklin Hassell a gennaio 2014.
Nel febbraio 2014 fu ingaggiato dalla Virtus Bologna in sostituzione di Jerome Jordan, ritrovando l’allenatore Giorgio Valli, con cui aveva già lavorato ai tempi di Ferrara e di Avellino (quando Ebi chiese la risoluzione del contratto con gli irpini, Valli non era più l'allenatore in quanto era già stato esonerato). Chiuse la stagione con medie di 11,8 punti e 7,7 rimbalzi.
Dopo un passaggio in Egitto con lo Zamalek, il 4 gennaio 2015 fu ingaggiato dalla Virtus Roma, con cui esordì in Eurolega. A marzo minacciò di non scendere in campo per ritardi nei pagamenti, ma concluse regolarmente la stagione.
La sua ultima esperienza italiana fu con l'Auxilium Torino, neopromossa in Serie A, che lo ufficializzò il 25 luglio 2015. Contribuì alla salvezza della squadra all'ultima giornata, collezionando 9,4 punti e 5,8 rimbalzi in 23,3 minuti di media.
Chiuse la carriera tra Medio Oriente, la massima serie francese e la seconda lega cinese NBL.

## Palmarès
- McDonald's All-American Game (2003)
- Miglior stoppatore NBDL (2006)